# Radio Teddy
Radio Teddy (eigene Schreibweise Radio TEDDY) ist ein privater Radiosender. Betreiber ist die Radio Teddy GmbH & Co. KG. Der Sitz des Senders befindet sich in der Medienstadt Babelsberg in Potsdam. Die Macher haben sich eine Selbstbeschränkung bei der Werbung auferlegt: maximal sechs Minuten Werbung pro Stunde, außerdem keine Werbung für Alkohol, Medikamente oder andere unangemessene Produkte.

## Frequenzen
Radio Teddy ist derzeit auf folgenden Frequenzen zu hören:
- Baden-Württemberg: seit Februar 2017 über DAB+-Multiplex der Digital Radio Südwest (Kanal 11B)
- Bayern: seit November 2018 landesweit über sechs regionale DAB+-Multiplexe des Bayerischen Rundfunks[1]
- Berlin und Brandenburg: über UKW-Frequenzen 90,2 MHz (Berlin) und Frankfurt (Oder) 99,3 MHz sowie seit Mai 2018 über DAB+-Multiplex der Media Broadcast (Kanal 7B)
- Land Bremen: 104,8 MHz (Bremen) und Bremerhaven 107,9 MHz
- Hessen: Bad Hersfeld 93.8 MHz, Frankfurt (Main) 107.5 MHz, Fulda 99.2 MHz, Kassel 91.7 MHz, Marburg 103.5 MHz, Rotenburg a. d. Fulda 93.5 MHz (von 2012 bis 2019 im Rhein-Main-Gebiet auch über DAB+), sowie seit 5. Oktober 2020 hessenweit über DAB+ (Hessen Nord: Kanal 6A, Hessen Süd: Kanal 12C)
- Mecklenburg-Vorpommern: Rostock 95,8 MHz, Schwerin 102,9 MHz, Stralsund 93,0 MHz
- Niedersachsen: seit dem 13. Juli 2023 über die Regional-Multiplexe Braunschweig (Kanal 11B) und Hannover (Kanal 8C)
- Nordrhein-Westfalen: seit dem 29. Oktober 2021 über "Mein NRW digital" auf dem DAB-Kanal 9D
- Rheinland-Pfalz: Koblenz 87,8 MHz
- Sachsen: seit Mitte März 2023 landesweit über den DAB+-Multiplex auf Kanal 12A
- Thüringen: Arnstadt 96.5 MHz, Apolda 99.5 MHz, Eisenach 90.9 MHz, Erfurt 99.2 MHz, Gotha 99.3 MHz, Meiningen 90.6 MHz, Mühlhausen 102.9 MHz, Nordhausen 107.4 MHz, Weimar 88.7 MHz

Laut Media-Analyse 2019/1 schalten täglich insgesamt 335.000 Hörer bei 41.000 Hörern in der Durchschnittsstunde ein.

## Programm
Wichtigstes Merkmal des Sendekonzepts ist, dass sich das Programm je nach Uhrzeit an verschiedene Zielgruppen richtet. Die Morgensendung (Die Radio Teddy-Morgenshow mit Tim und Cristina) von 5:30 bis 10 Uhr ist familienorientiert, der Vormittag richtet sich speziell an die Eltern und erwachsene „Kinderbegleiter“. Von 14 Uhr bis 19 Uhr richtet sich das Programm wieder an die ganze Familie. Ab 19 Uhr sendet Radio Teddy Hörspiele und Geschichten; ab 21 Uhr wird der Musikmix „Coole Hits für Eltern und Kids“ gespielt.

## Geschichte

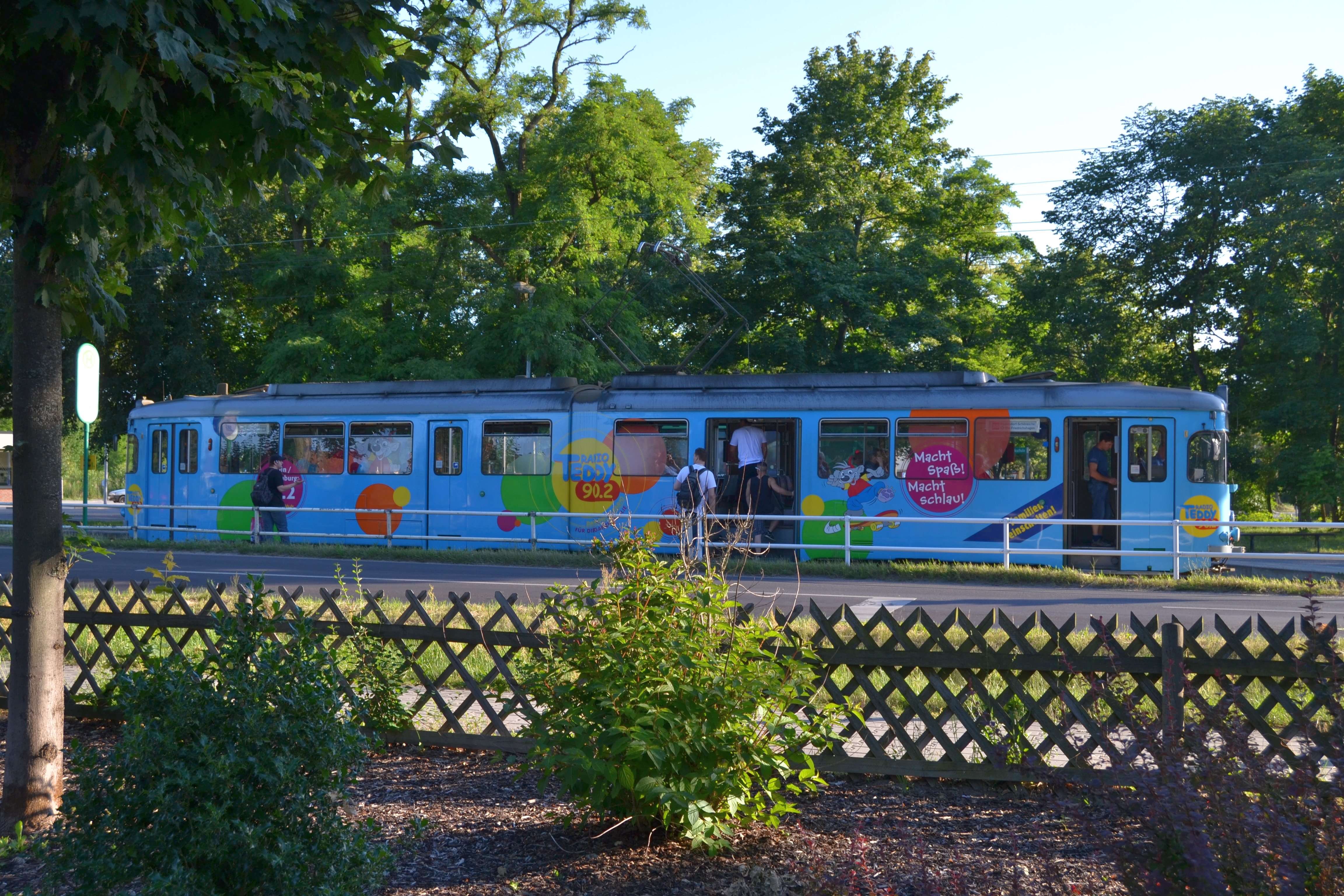
Werbung für Radio Teddy auf der Schöneicher Straßenbahn

Als Erfinder von Radio Teddy gelten der ehemalige Programmchef der sächsischen Lokalrundfunkgesellschaft SLP, Uwe Schneider, und Uly Köhler. Schneider war auch einer der Gründungsgesellschafter und ist noch heute mit 5 % am Sender beteiligt. Radio Teddy ist seit dem 16. März 2006 rund um die Uhr zu empfangen. Vorher lief das Programm nur von 6 bis 21 Uhr und teilte sich die UKW-Frequenz 106,8 MHz mit dem Rocksender Motor FM.
Weniger das Programm als die Frage seiner Finanzierung stand in der Vergangenheit im öffentlichen Interesse. Obwohl Radio Teddy ein kommerzieller Hörfunksender ist, der sich durch Werbung finanziert, war der Öffentlich-rechtliche Rundfunk indirekt daran beteiligt. Gut ein Viertel des Kindersenders gehörte der Firma Askania Radio (heute: IR Holding), einer 100-prozentigen Tochter der Firma Odeon Film. Dieses Unternehmen mit ursprünglich öffentlich-rechtlicher Beteiligung wurde durch die Hubert Burda Media erworben. Radio Teddy ist somit jetzt ein reiner Privatsender. Inzwischen ist Radio Teddy mit 90 % mehrheitlich im Besitz der IR Holding GmbH, die auch den Radiosender BB Radio betreibt. Die weiteren 10 % werden von Uwe Schneider, einem der beiden Gründer von Radio Teddy, sowie der Filmpark Babelsberg GmbH gehalten (jeweils 5 %).
Ab 1. Dezember 2010 wechselte der Sender seine Berliner Frequenz. Er sendet seitdem auf 90,2 MHz. Auf der bisherigen Frequenz 106,8 MHz sendet heute JazzRadio.
Zum 1. Januar 2013 wurde die Verbreitung über ASTRA 12,148 GHz eingestellt.
Am 6. August 2006 erschien erstmals die Musik-Compilation Radio Teddy Hits Vol. 1, die in den darauf folgenden Jahren fortgesetzt wurde; zuletzt im Mai 2017 mit Kinder- und Charthits aus dem Radio-Teddy-Programm.
Am 26. November 2018 hat Radio Teddy den ehemals von Kultradio genutzten DAB+-Sendeplatz in den regionalen Multiplexen des Bayerischen Rundfunks übernommen und ist hier landesweit zu empfangen.
Am 5. Oktober 2020 startete der Sender eine Regionalisierung für Nordrhein-Westfalen im Internet und übernahm den Platz von Absolut HOT im DAB+ -Mux von Hessen.

## Name
Radio Teddy bezeichnete sich anfangs als „Deutschlands erstes Kinder- und Familienradio“, doch wurde bereits im August 2003 das nichtkommerzielle Kinderradio Radijojo in Berlin gegründet.